# شهرستان نعمانیه
شهرستان نعمانیه (به عربی: قضاء النعمانیة) یک شهرستان و منطقهٔ مسکونی در عراق است که در استان واسط واقع شده‌است.